# Meg Tivéus
Elsa Margareta Meg Tivéus Borglin, född Wätterstam 17 december 1943 i Motala församling, Östergötlands län, är en svensk företagsledare. Hon är mor till företagsledaren Martin Tivéus och var sambo med professor Curt Enzell.

## Biografi
Tivéus studerade vid Handelshögskolan i Stockholm och började därefter arbeta vid annonsbyrån McCann Erickson. Hon arbetade senare som chef på NK, som divisionschef inom Åhléns-koncernen och Holmen, följt av en tid som vice VD vid Posten. Tivéus var VD för Svenska Spel från 1 juli 1997 till 2004. Under Tivéus tid som VD etablerades Casino Cosmopol som ett dotterbolag till Svenska Spel, efter ett riksdagsbeslut om att etablera statliga kasinon i Sverige.
Efter sin tid på Svenska Spel har Tivéus varit verksam som styrelseproffs, rådgivare och föreläsare.  Hennes uppdrag som konsult och styrelseledamot hos Boss Media, som utvecklat onlinespel åt Svenska Spel, ledde i början av 2006 till en förundersökning om bestickning och mutbrott vid Riksenheten mot korruption. Några månader senare lades förundersökningen ner, och Tivéus friades från misstankar.
De företag Tivéus haft styrelseuppdrag är bland andra Swedish Match, Cloetta Fazer  respektive Cloetta AB, Billerud, Arkitektkopia AB, Björn Axén AB, Folktandvården AB, Nordea Fonder AB, Svenskt Kulturarv, Readly, Gotlandsbåten AB och Allra.